# 471143 Dziewanna
Dziewanna (denominazione ufficiale 471143 Dziewanna, designazione provvisoria 2010 EK139) è un oggetto transnettuniano del disco diffuso. Scoperto nel 2010, presenta un'orbita caratterizzata da un semiasse maggiore pari a 70,5635342 au e da un'eccentricità di 0,5390705, inclinata di 29,46109° rispetto all'eclittica.
Le osservazioni condotte con il telescopio spaziale Herschel fanno stimare in circa 470 km il suo diametro, il che lo rende un probabile pianeta nano. Presenta una risonanza orbitale 2:7 con Nettuno e un periodo di rotazione di poco superiore alle 7 ore. Non possiede satelliti.
L'asteroide è dedicato a Devana, divinità slavica della natura selvaggia.